# Walter Baseggio
Walter Baseggio (Klabbeek, 19 augustus 1978) is een Belgisch voormalig voetballer van Italiaanse origine. Hij speelde als centrale middenvelder en kwam als profvoetballer uit voor RSC Anderlecht, Treviso FBC, Excelsior Moeskroen, AFC Tubize en Patro Lensois.

## Carrière

### Jeugd
Walter Baseggio werd geboren in Halle en groeide op in Texas, een wijk in Klabbeek. In die gemeente sloot hij zich op 6-jarige leeftijd aan bij SC Clabecq. Na twee jaar werd hij er ontdekt door jeugdscouts van RSC Anderlecht. Baseggio doorliep alle jeugdreeksen van Anderlecht en viel op door zijn uitstekende techniek.

### RSC Anderlecht
In 1996 liet hoofdcoach Johan Boskamp verscheidene jongeren in de A-kern debuteren. Naast Baseggio maakten toen ook Alin Stoica, Kurt Van De Paar en Stéphane Stassin hun opwachting in het eerste elftal. Baseggio moest centraal op het middenveld de concurrentie aangaan met Stoica, Pär Zetterberg, Johan Walem en Charly Musonda. Toch speelde hij in zijn eerste seizoen in meer dan 20 competitiewedstrijden mee en was hij goed voor 5 doelpunten.
Vanaf dan werd Baseggio, die zich regelmatig liet opmerken met zijn zware linker, een vaste waarde bij Anderlecht. Als gewezen jeugdspeler van de club werd hij bovendien ook in geen tijd een publiekslieveling. Na het vertrek van Zetterberg in 1999 werd Baseggio ook regelmatig aanvoerder van het elftal. Hij werd de leider op het middenveld en had een belangrijk aandeel in het veroveren van de 25e landstitel in 2000. Onder trainer Aimé Antheunis ontbolsterde de toen 22-jarige speler volledig. Zowel in 1999 als in 2000 werd hij uitgeroepen tot Jonge Profvoetballer van het Jaar.
Een jaar na zijn eerste titel bewees hij ook zijn waarde in Europa. Anderlecht plaatste zich voor de Champions League door in de laatste voorronde FC Porto uit te schakelen. Nadien werd de club eerste in de groep van Manchester United, PSV en Dinamo Kiev. In de tweede groepsfase werd Anderlecht uiteindelijk derde achter Real Madrid en Leeds United. Paars-wit won dat jaar ook een 26e landstitel, waarna Baseggio verkozen werd tot Profvoetballer van het Jaar. In 2000 en 2001 werd hij bovendien telkens derde in het referendum van de Gouden Schoen.
In 2004 werd Baseggio met paars-wit voor de derde keer kampioen. Toch haalde hij volgens critici niet meer zijn hoogste niveau. Zijn gewicht en fysieke paraatheid werden steeds vaker in vraag gesteld. Baseggio's gewicht was namelijk al sinds zijn debuut bij Anderlecht een gespreksonderwerp. Zo zei Boskamp ooit tegen hem in het bijzijn van de hele spelersgroep dat "zijn moeder een fietsslot op de koelkast moest zetten".

### Treviso
Door zijn Italiaanse roots werd Baseggio regelmatig gelinkt aan Italiaanse clubs. Zelf wilde hij ooit naar Napoli, want zijn familie was afkomstig van Napels. Uiteindelijk leende Anderlecht, waar hij op de bank was terechtgekomen, hem in januari 2006 uit aan Treviso FBC. In de Serie A kwam Baseggio 15 keer in actie, maar hij kon niet voorkomen dat Treviso dat jaar degradeerde. Hij voetbalde nadien nog een half jaar voor de Italiaanse club alvorens terug te keren naar Anderlecht.

### Excelsior Moeskroen
Bij Anderlecht rekende trainer Frank Vercauteren niet meer op Baseggio. Hij kwam er amper aan spelen toe en mocht tijdens de winterstop van het seizoen 2007/08 naar Excelsior Moeskroen vertrekken. Bij Moeskroen werd hij verenigd met trainer Enzo Scifo, met wie hij eind jaren 90 nog bij Anderlecht had gespeeld. Baseggio werd de spelbepaler bij de Henegouwse club. Met zijn uitstekende traptechniek zorgde hij vaak voor assists.
Tijdens de voorbereiding op het seizoen 2009/10 stelde de clubarts een knobbeltje in de keel vast bij Baseggio. Later werd vastgesteld dat het om schildklierkanker ging. Door deze ziekte was Baseggio een half jaar niet te zien op de voetbalvelden. Toen hij uiteindelijk genezen werd verklaard, was Moeskroen al opgedoekt wegens financiële problemen.

### Tubeke
Baseggio zat dus zonder club en tekende uiteindelijk in mei 2010 een contract bij tweedeklasser FC Tubeke. Daar verscheen hij door zijn fysieke toestand regelmatig niet op training. Daarom besloot de club om in maart 2011 zijn contract te ontbinden.

### Patro Lensois
Vervolgens ging de 33-jarige Baseggio in 2012 aan de slag bij Patro Lensois, een eersteprovincialer uit Luik. Ondanks zijn gezondheidsproblemen in het verleden wilde hij naar eigen zeggen nog steeds doorgaan met voetballen uit liefde voor de sport.

### ETSP Brainoise
In mei 2012 bleek de gewezen Anderlechtspeler opnieuw ziek te zijn. Bij een routinecontrole merkten de dokters dat de kanker was teruggekeerd. Eind juni kreeg hij een intensieve therapie met jodium. Ondanks zijn gezondheidsproblemen tekende hij voor het seizoen 2012-2013 bij de derdeprovincialer ETSP Brainoise uit Waals-Brabant waar zijn oom voorzitter is.

## Nationale ploeg
Baseggio werd in 1999 voor de eerste keer opgeroepen voor de Rode Duivels. Het was bondscoach Georges Leekens die hem voor het eerst selecteerde. De eerste interland van de middenvelder van Anderlecht was een vriendschappelijke partij tegen Bulgarije.
Nadien nam Robert Waseige het roer over van Leekens. België was als gastland geplaatst voor Euro 2000, maar Baseggio maakte omwille van een blessure geen deel uit van de selectie. Na het EK scoorde hij zijn enige doelpunt voor de Rode Duivels. Hij maakte op 28 februari 2001 een goal in de met 10-1 gewonnen WK-kwalificatiewedstrijd tegen San Marino.
De Rode Duivels plaatsen zich voor het WK 2002 in Japan en Zuid-Korea, maar Baseggio nam opnieuw niet deel aan het toernooi wegens een blessure.
Voor Euro 2004 wisten de Belgen zich niet te plaatsen. Zijn laatste interland speelde Baseggio op 9 februari 2005. Baseggio speelde toen een uur mee tegen Egypte. Daarna raakte hij uit beeld.
| Interlands van Walter Baseggio voor België | Interlands van Walter Baseggio voor België | Interlands van Walter Baseggio voor België | Interlands van Walter Baseggio voor België | Interlands van Walter Baseggio voor België | Interlands van Walter Baseggio voor België |
| №                                          | Datum                                      | Wedstrijd                                  | Uitslag                                    | Competitie                                 | Goals                                      |
| Als speler van RSC Anderlecht              | Als speler van RSC Anderlecht              | Als speler van RSC Anderlecht              | Als speler van RSC Anderlecht              | Als speler van RSC Anderlecht              | Als speler van RSC Anderlecht              |
| ------------------------------------------ | ------------------------------------------ | ------------------------------------------ | ------------------------------------------ | ------------------------------------------ | ------------------------------------------ |
| 1                                          | 27 maart 1999                              | België – Bulgarije                         | 0 – 1                                      | Vriendschappelijk                          | -                                          |
| 2                                          | 28 april 1999                              | Roemenië – België                          | 1 – 0                                      | Vriendschappelijk                          | -                                          |
| 3                                          | 18 augustus 1999                           | België – Finland                           | 3 – 4                                      | Vriendschappelijk                          | -                                          |
| 4                                          | 16 augustus 2000                           | Bulgarije – België                         | 1 – 3                                      | Vriendschappelijk                          | -                                          |
| 5                                          | 28 februari 2001                           | België – San Marino                        | 10 – 1                                     | Kwalificatie WK 2002                       | 65'                                        |
| 6                                          | 24 maart 2001                              | Schotland – België                         | 2 – 2                                      | Kwalificatie WK 2002                       | -                                          |
| 7                                          | 25 april 2001                              | Tsjechië – België                          | 1 – 1                                      | Vriendschappelijk                          | -                                          |
| 8                                          | 06 oktober 2001                            | Kroatië – België                           | 1 – 0                                      | Kwalificatie WK 2002                       | -                                          |
| 9                                          | 13 februari 2002                           | België – Noorwegen                         | 1 – 0                                      | Vriendschappelijk                          | -                                          |
| 10                                         | 27 maart 2002                              | Griekenland – België                       | 3 – 2                                      | Vriendschappelijk                          | -                                          |
| 11                                         | 21 augustus 2002                           | Polen – België                             | 1 – 1                                      | Vriendschappelijk                          | -                                          |
| 12                                         | 07 september 2002                          | België – Bulgarije                         | 0 – 2                                      | Kwalificatie EK 2004                       | -                                          |
| 13                                         | 12 oktober 2002                            | Andorra – België                           | 0 – 1                                      | Kwalificatie EK 2004                       | -                                          |
| 14                                         | 16 oktober 2002                            | Estland – België                           | 0 – 1                                      | Kwalificatie EK 2004                       | -                                          |
| 15                                         | 29 maart 2003                              | Kroatië – België                           | 4 – 0                                      | Kwalificatie EK 2004                       | -                                          |
| 16                                         | 30 april 2003                              | België – Polen                             | 3 – 1                                      | Vriendschappelijk                          | -                                          |
| 17                                         | 07 juni 2003                               | Bulgarije – België                         | 2 – 2                                      | Kwalificatie EK 2004                       | -                                          |
| 18                                         | 11 juni 2003                               | België – Andorra                           | 3 – 0                                      | Kwalificatie EK 2004                       | -                                          |
| 19                                         | 20 augustus 2003                           | België – Nederland                         | 1 – 1                                      | Vriendschappelijk                          | -                                          |
| 20                                         | 10 september 2003                          | België – Kroatië                           | 2 – 1                                      | Kwalificatie EK 2004                       | -                                          |
| 21                                         | 11 oktober 2003                            | België – Estland                           | 2 – 0                                      | Kwalificatie EK 2004                       | -                                          |
| 22                                         | 18 februari 2004                           | België – Frankrijk                         | 0 – 2                                      | Vriendschappelijk                          | -                                          |
| 23                                         | 31 maart 2004                              | Duitsland – België                         | 3 – 0                                      | Vriendschappelijk                          | -                                          |
| 24                                         | 28 april 2004                              | België – Turkije                           | 2 – 3                                      | Vriendschappelijk                          | -                                          |
| 25                                         | 18 augustus 2004                           | Noorwegen – België                         | 2 – 2                                      | Vriendschappelijk                          | -                                          |
| 26                                         | 17 november 2004                           | België – Servië en Montenegro              | 0 – 2                                      | Kwalificatie WK 2006                       | -                                          |
| 27                                         | 09 februari 2005                           | Egypte – België                            | 4 – 0                                      | Vriendschappelijk                          | -                                          |
| Totaal                                     | Totaal                                     | Totaal                                     | Totaal                                     | Totaal                                     | 1                                          |

Bijgewerkt t.e.m. 9 februari 2005 

## Statistieken
| Seizoen | Club                | Land            | Competitie      | Competitie | Competitie | Beker | Beker | Europees | Europees | Totaal | Totaal |
| Seizoen | Club                | Land            | Competitie      | Wed.       | Dlp.       | Wed.  | Dlp.  | Wed.     | Dlp.     | Wed.   | Dlp.   |
| ------- | ------------------- | --------------- | --------------- | ---------- | ---------- | ----- | ----- | -------- | -------- | ------ | ------ |
| 1996/97 | RSC Anderlecht      | Vlag van België | Eerste Klasse   | 21         | 5          | 4     | 0     | 3        | 0        | 29     | 5      |
| 1997/98 | RSC Anderlecht      | Vlag van België | Eerste Klasse   | 21         | 0          | 0     | 0     | 0        | 0        | 21     | 0      |
| 1998/99 | RSC Anderlecht      | Vlag van België | Eerste Klasse   | 25         | 5          | 0     | 0     | 4        | 0        | 29     | 5      |
| 1999/00 | RSC Anderlecht      | Vlag van België | Eerste Klasse   | 31         | 1          | 1     | 0     | 6        | 1        | 38     | 2      |
| 2000/01 | RSC Anderlecht      | Vlag van België | Eerste Klasse   | 29         | 3          | 3     | 0     | 14       | 1        | 46     | 4      |
| 2001/02 | RSC Anderlecht      | Vlag van België | Eerste Klasse   | 26         | 10         | 1     | 1     | 6        | 0        | 33     | 11     |
| 2002/03 | RSC Anderlecht      | Vlag van België | Eerste Klasse   | 30         | 8          | 4     | 2     | 8        | 0        | 42     | 10     |
| 2003/04 | RSC Anderlecht      | Vlag van België | Eerste Klasse   | 32         | 8          | 5     | 0     | 10       | 0        | 47     | 8      |
| 2004/05 | RSC Anderlecht      | Vlag van België | Eerste Klasse   | 21         | 1          | 2     | 0     | 8        | 1        | 31     | 2      |
| 2005/06 | RSC Anderlecht      | Vlag van België | Eerste Klasse   | 10         | 2          | 1     | 0     | 6        | 0        | 17     | 2      |
| 2005/06 | Treviso FBC (huur)  | Vlag van Italië | Serie A         | 15         | 1          | 0     | 0     | —        | —        | 15     | 1      |
| 2006/07 | Treviso FBC (huur)  | Vlag van Italië | Serie B         | 13         | 0          | 1     | 0     | —        | —        | 14     | 0      |
| 2006/07 | RSC Anderlecht      | Vlag van België | Eerste Klasse   | 7          | 0          | 2     | 0     | 0        | 0        | 9      | 0      |
| 2007/08 | RSC Anderlecht      | Vlag van België | Eerste Klasse   | 3          | 0          | 2     | 0     | 1        | 0        | 6      | 0      |
| 2007/08 | Excelsior Moeskroen | Vlag van België | Eerste Klasse   | 13         | 3          | 0     | 0     | —        | —        | 13     | 3      |
| 2008/09 | Excelsior Moeskroen | Vlag van België | Eerste Klasse   | 28         | 3          | 0     | 0     | —        | —        | 28     | 3      |
| 2009/10 | Excelsior Moeskroen | Vlag van België | Eerste Klasse   | 0          | 0          | 0     | 0     | —        | —        | 28     | 3      |
| 2010/11 | AFC Tubize          | Vlag van België | Tweede Klasse   | 15         | 1          | 1     | 0     |          |          |        |        |
| 2011/12 | Patro Lensois       | Vlag van België | 2de provinciale |            |            |       |       |          |          |        |        |
| 2012/13 | ETSP Brainoise      | Vlag van België | 3de provinciale |            |            |       |       |          |          |        |        |
| TOTAAL  | TOTAAL              | TOTAAL          | TOTAAL          | 340        | 51         | 27    | 3     | 66       | 3        | 433    | 57     |

Bijgewerkt op 31-08-2011 (MEZT)

## Erelijst
| Nationaal                         |    |                        |
| Belgisch kampioen                 | 4x | 2000, 2001, 2004, 2007 |
| Supercup                          | 5x | 2000, 2001, 2007       |
| Trofee Jules Pappaert             | 2x | 2000, 2001             |
| Individueel                       |    |                        |
| Jonge Profvoetballer van het Jaar | 2x | 1999, 2000             |
| Profvoetballer van het Jaar       | 1x | 2001                   |

## Trivia
- Baseggio is getrouwd en heeft sinds 2005 een dochter.
- Op 6 november 2004 scoorde Baseggio een doelpunt in de competitiewedstrijd tegen La Louvière. Hij trapte de bal staalhard voorbij doelman Silvio Proto, waarna de bal in de lucht ontplofte. Er ontstond daardoor een discussie over de geldigheid van het doelpunt. Scheidsrechter Serge Gumienny had de ontploffing tijdens de wedstrijd niet opgemerkt en keurde het doelpunt goed, waardoor Anderlecht uiteindelijk met 2-1 won. Achteraf gaf Adidas toe dat het om een fabricagefout ging.[4]
- Hij was eregast op de eerste training van Anderlecht voor het seizoen van 2012/2013. Hij kreeg het nieuwe uit shirt met daarop zijn naam en nummer tien gedrukt uit handen van Roger Vanden Stock.
- In 2012/2013 was hij peter van de Anderlecht fandag.
- Walter Baseggio is ook actief in de lokale politiek. Anno 2019 is hij schepen van Sport in Tubeke.[5]